# 張家浩
張家浩（1976年10月31日—）為台灣的棒球選手，為選秀會狀元，在守備與速度上頗具盛名，曾經效力中華職棒興農牛、La New熊與Lamigo桃猿，守備位置為二壘手、游擊手、外野手。2012年初向球團提出退休，結束球員生涯。其職棒生涯三壘安打數為37支，曾為中華職棒史上三壘安打最多的選手已被中信兄弟張志豪超越。

## 經歷
- 高雄市復興國小少棒隊
- 高雄市立五福國民中學青少棒隊
- 高雄市中正高工青棒隊
- 輔仁大學棒球隊
- 中華職棒興農牛隊（2000年 - 2008年）
- 台中市威達超舜棒球隊（2009年4月10日 - 2010年2月11日）
- 中華職棒La New熊（2010年 - 2011年1月5日）
- 中華職棒Lamigo桃猿（2011年1月6日 - 2012年1月1日）
- 愛爾達體育台棒球球評（2015年）
- 嘉義市輔仁中學青棒隊教練（2015年）
- 中華職棒義大犀牛內野教練兼任跑壘教練（2016年-2016年10月31日）
- 中華職棒富邦悍將外野教練兼任跑壘教練（2016年11月1日-2017年7月）
- 中華職棒富邦悍將二軍外野教練兼任跑壘教練（2017年7月-2019年12月）
- 臺中市成棒隊總教練（2020年3月～2022年）
- 中華職棒味全龍二軍總教練（2023年–2024年）
- 中華職棒味全龍二軍總教練兼外野守備教練（2025年–）

## 職棒生涯記錄
| 年度   | 球隊       | 出賽 | 打數 | 安打 | 全壘打 | 打點 | 盜壘 | 四死 | 三振 | 壘打數 | 雙殺打 | 打擊率 |
| ------ | ---------- | ---- | ---- | ---- | ------ | ---- | ---- | ---- | ---- | ------ | ------ | ------ |
| 2000年 | 興農牛     | 37   | 84   | 19   | 0      | 8    | 2    | 6    | 21   | 25     | 0      | 0.226  |
| 2001年 | 興農牛     | 80   | 268  | 62   | 0      | 17   | 5    | 22   | 48   | 77     | 2      | 0.231  |
| 2002年 | 興農牛     | 90   | 338  | 93   | 3      | 29   | 17   | 46   | 65   | 135    | 5      | 0.275  |
| 2003年 | 興農牛     | 95   | 315  | 82   | 0      | 24   | 17   | 31   | 57   | 101    | 5      | 0.260  |
| 2004年 | 興農牛     | 97   | 321  | 78   | 1      | 21   | 14   | 30   | 68   | 96     | 3      | 0.243  |
| 2005年 | 興農牛     | 101  | 385  | 97   | 2      | 40   | 12   | 25   | 65   | 126    | 6      | 0.252  |
| 2006年 | 興農牛     | 78   | 256  | 60   | 1      | 20   | 6    | 20   | 38   | 75     | 1      | 0.234  |
| 2008年 | 興農牛     | 73   | 149  | 32   | 0      | 14   | 5    | 16   | 32   | 35     | 3      | 0.215  |
| 2010年 | La New熊   | 82   | 195  | 39   | 0      | 14   | 1    | 19   | 34   | 52     | 3      | 0.200  |
| 2011年 | Lamigo桃猿 | 37   | 79   | 15   | 0      | 6    | 1    | 14   | 11   | 18     | 1      | 0.190  |
| 合計   | 10年       | 770  | 2390 | 577  | 7      | 193  | 80   | 229  | 439  | 740    | 29     | 0.241  |

## 特殊紀錄
中華職棒15年總冠軍賽，興農牛vs統一獅，雙方勢均力敵、有來有往，七戰四勝的總冠軍賽，硬是打到第七場才分出勝負，而第七場的勝利打點就是由張家浩所打出。
統一獅在五局下打進2分追成6:6平手，雙方一直僵持到第九局。九局上，力撐三局的凱撒出現危機，牛隊首位打者葉君璋揮出一支安打順利站上一壘，再由陳宗甫以犧牲短打推進將葉君璋送上二壘。此時，獅隊決定「敬遠」，故意保送冠軍賽表現亮眼的第一棒張建銘，而直接面對張家浩，保送張建銘之後形成一、二壘有人的狀態。
並換上了前一場受傷的雷猛來接替力撐三局的凱撒，但還是被張家浩一棒把球硬是送到右外野去，又加上獅隊守備突然大亂，在一、二壘上的葉君璋、張建銘都跑回本壘得分，而張家浩也憑藉著他的速度快速的站上三壘，為牛隊打下超前的2分。九局下獅隊進攻完全被陽建福封鎖住，最後由張家浩接殺獅隊代打陳連宏的飛球，也使興農牛隊以四勝三敗的成績奪下隊史第一座總冠軍。
而張家浩也成了最後一場總冠軍賽的英雄。勝利打點由張家浩所打出，同時也被選為總冠軍戰最後一場的單場MVP。
張家浩在賽後面對記者的提問，他表示在上場打擊時，告訴自己「絕不能被看扁，看不起我，我一定要給獅隊好看」、「我要證明我也不是好惹的。安打不用多，只要打1支且可以幫助球隊就夠了。」

## 外部連結
- 張家浩在台灣棒球維基館上的頁面（繁體中文）
- 張家浩在中華職棒官網
- 張家浩在Baseball-Reference.com（小聯盟以及海外聯盟）（英语）

| 前任： 洪佩臻 | 中華職棒新人選秀狀元 2000年季初 | 繼任： 曾傑志 |